# Вилсум
Вилсум (њем. Wilsum) општина је у њемачкој савезној држави Доња Саксонија. Једно је од 26 општинских средишта округа Графшафт Бентхајм. Према процјени из 2010. у општини је живјело 1.654 становника. Посједује регионалну шифру (AGS) 3456026.

## Географски и демографски подаци
Вилсум се налази у савезној држави Доња Саксонија у округу Графшафт Бентхајм. Општина се налази на надморској висини од 42 метра. Површина општине износи 47,1 km². У самом мјесту је, према процјени из 2010. године, живјело 1.654 становника. Просјечна густина становништва износи 35 становника/km².